# Nicolas Prost
Nicolas Jean Prost (Saint-Chamond, Loira, 18 de agosto de 1981), también conocido como Nico Prost, es un piloto de automovilismo francés. Tuvo una larga trayectoria en el Campeonato Mundial de Resistencia de la FIA para Rebellion Racing. También fue piloto de reserva de Lotus F1 Team y pilotó cuatro temporadas para e.dams Renault en la Fórmula E.
Entre 2010 y 2017 fue piloto de Rebellion, con el que ha resultado cuarto en las 24 Horas de Le Mans 2012 y 2014, y ha obtenido cinco podios absolutos en la European Le Mans Series. Por otro lado, ganó el Trofeo Andros Eléctrico en 2010 y 2011.

## Biografía

### Comienzos
Nació en Saint-Chamond, Loira; hijo mayor del cuatro veces campeón mundial de Fórmula 1 Alain Prost. Él comenzó su carrera a la tardía edad de 22 años en la Fórmula Campus. Prost era un jugador de golf, el ganó torneos cuando estaba en la Universidad de Columbia.
En 2006 él se unió al equipo Racing Engineering para competir en la Fórmula 3 Española. El ganó una carrera y obtuvo seis podios, lo que le valió cuarto lugar en el campeonato y el título de novato del año.
En 2007, Prost terminó tercero en la Fórmula 3 española con dos victorias, una pole y siete podios.
En 2008, se unió al Bull Racing y ganó el campeonato Euroseries 3000 en su primer año con una victoria, dos poles y siete podios.
Para la temporada 2007-2008 de la A1 Grand Prix, Prost era un piloto novato en las filas del Team France.
Para la temporada 2008-2009, el francés seguía siendo un piloto novato y por eso aprovechaba cada una de las sesiones permitidas para novatos. Él fue promovido como piloto titular hacia el final de la temporada y demostró que tenía condiciones para luchar por los puestos de cabeza. El equipo comunicó al final de la temporada que Prost iba a ser el piloto titular en la temporada 2009-2010.

### Pruebas en Fórmula 1

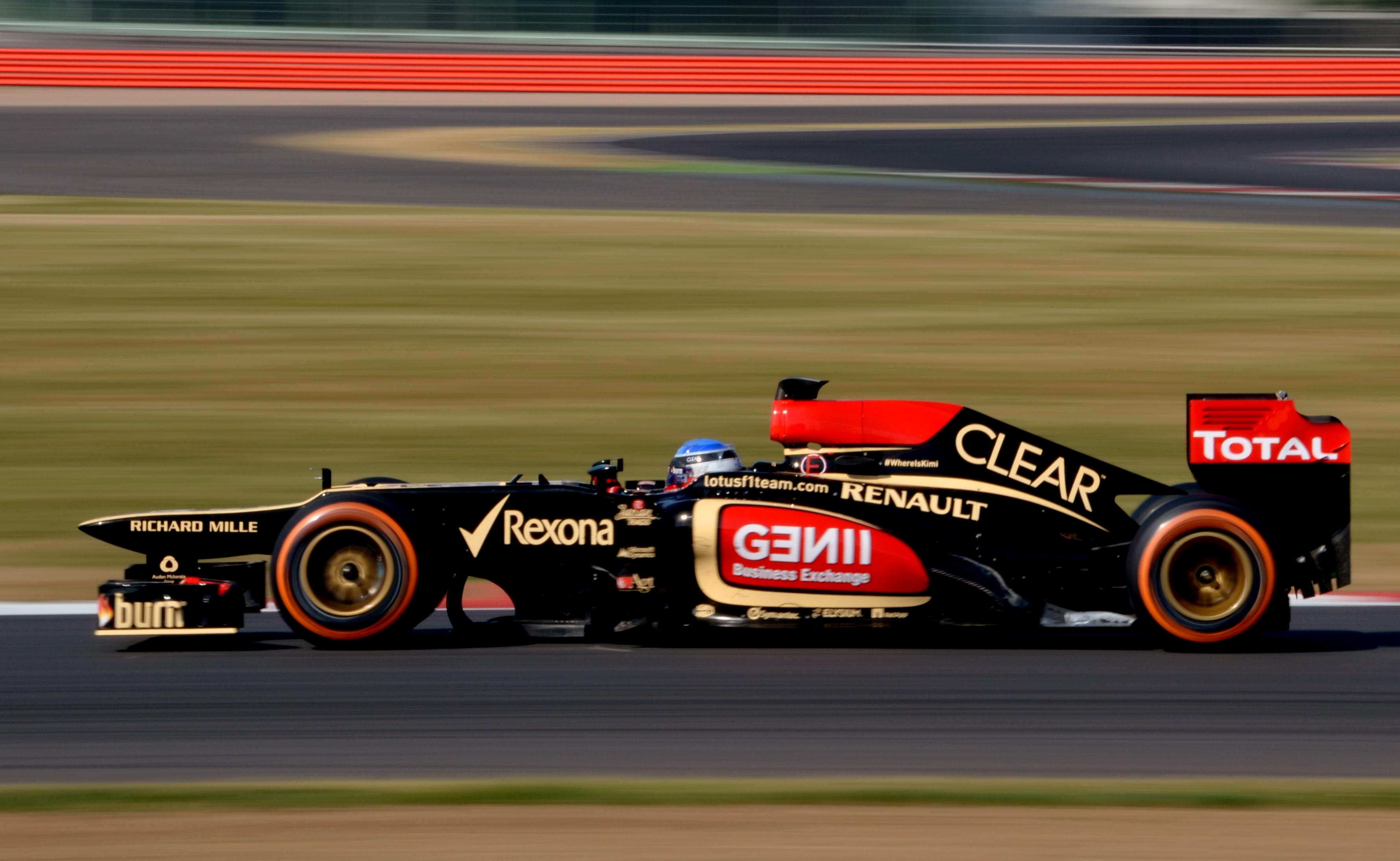
Prost sobre el Lotus de 2013.

Entre 2010 y 2014, Prost fue probador de Renault/Lotus. En una prueba para pilotos novatos en Silverstone, en 2013, marcó el mejor tiempo de entre todos los participantes de la ronda.

### Fórmula E
Corrió entre 2014 y 2017 en Fórmula E con el equipo e.dams Renault. En la primera temporada triunfó en Miami, fue segundo en Buenos Aires y cuarto en Putrajaya y sexto en Mónaco, por lo que resultó sexto en el campeonato con 88 puntos.
En la temporada siguiente, logró dos victorias, ambas en Londres. Completó otras dos temporadas sin podios en la categoría.

### Carreras de coches deportivos
En 2007, compitió con el equipo Oreca en un Saleen S7-R con Lauren Groppi y Jean-Philippe Belloc y terminó quinto en su categoría.
Prost ganó de punta a punta el Petit Le Mans en 2012 y 2013. Él también terminó tercero en las 12 Horas de Sebring en 2013.

### Trofeo Andros
Durante el invierno del 2009-2010, Prost participó en la famosa serie de carreras de hielo Trofeo Andros en la categoría de coches eléctricos. Él ganó el campeonato con 5 poles, 6 victorias y 18 podios de las 21 carreras. Él defendió con éxito su título durante el invierno 2010-2011.
En 2011-2012, se unió a su padre en el equipo oficial de Dacia y se adjudicó el título de novato en la categoría principal.

## Resumen de carrera
| Temporada | Categoría                                          | Equipo              | Carreras          | Victorias         | Poles             | VR                | Podios            | Puntos            | Pos.              |
| --------- | -------------------------------------------------- | ------------------- | ----------------- | ----------------- | ----------------- | ----------------- | ----------------- | ----------------- | ----------------- |
| 2005      | Campeonato de Francia de Fórmula Renault 2.0       | Graff Racing        | 16                | 0                 | 0                 | 0                 | 0                 | 43                | 9th               |
| 2005      | Eurocopa de Fórmula Renault                        | Graff Racing        | 4                 | 0                 | 0                 | 0                 | 0                 | 0                 | NC                |
| 2005      | Fórmula Renault 3.5 Series                         | DAMS                | 2                 | 0                 | 0                 | 0                 | 0                 | 0                 | NC                |
| 2005      | Campeonato FFSA GT                                 | Exagon Engineering  | 4                 | 2                 | 0                 | 1                 | 2                 | NC                | NC                |
| 2006      | Campeonato de España de Fórmula 3                  | Racing Engineering  | 16                | 0                 | 1                 | 0                 | 5                 | 83                | 4.º               |
| 2007      | Campeonato de España de Fórmula 3                  | Campos Racing       | 16                | 1                 | 2                 | 1                 | 6                 | 102               | 3.º               |
| 2007      | 24 Horas de Le Mans                                | Team Oreca          | 1                 | 0                 | 0                 | 0                 | 0                 | N/A               | 5.º               |
| 2008      | Euroseries 3000                                    | Bull Racing         | 15                | 2                 | 1                 | 0                 | 6                 | 60                | 1.º               |
| 2008–09   | A1 Grand Prix                                      | A1 Team France      | 8                 | 0                 | 0                 | 0                 | 0                 | 47                | 5.º               |
| 2009      | Le Mans Series                                     | Speedy Racing       | 5                 | 0                 | 0                 | 0                 | 1                 | 14                | 5.º               |
| 2009      | 24 Horas de Le Mans                                | Speedy Racing       | 1                 | 0                 | 0                 | 0                 | 0                 | N/A               | 12.º              |
| 2009–10   | Trofeo Andros - Trophée Electrique                 | Team Pilot          | 21                | 5                 | 6                 | 7                 | 18                | 250               | 1.º               |
| 2010      | Campeonato Mundial FIA GT1                         | Matech Competition  | 4                 | 0                 | 0                 | 0                 | 0                 | 0                 | 49.º              |
| 2010      | Le Mans Series                                     | Rebellion Racing    | 5                 | 0                 | 0                 | 0                 | 2                 | 52                | 5.º               |
| 2010      | 24 Horas de Le Mans                                | Rebellion Racing    | 1                 | 0                 | 0                 | 0                 | 0                 | N/A               | NC                |
| 2010–11   | Trofeo Andros - Trophée Electrique                 | Team Pilot          | 28                | 8                 | 8                 | 7                 | 23                | 332               | 1.º               |
| 2011      | Le Mans Series                                     | Rebellion Racing    | 5                 | 2                 | 0                 | 1                 | 2                 | 37                | 3.º               |
| 2011      | 24 Horas de Le Mans                                | Rebellion Racing    | 1                 | 0                 | 0                 | 0                 | 0                 | N/A               | 6.º               |
| 2011      | Intercontinental Le Mans Cup                       | Rebellion Racing    | 6                 | 0                 | 0                 | 0                 | 0                 | N/A               | NC                |
| 2012      | Campeonato Mundial de Resistencia de la FIA        | Rebellion Racing    | 8                 | 0                 | 0                 | 0                 | 1                 | 86.5              | 4.º               |
| 2012      | 24 Horas de Le Mans                                | Rebellion Racing    | 1                 | 0                 | 0                 | 0                 | 0                 | N/A               | 4.º               |
| 2013      | Fórmula 1                                          | Lotus F1 Team       | Piloto de pruebas | Piloto de pruebas | Piloto de pruebas | Piloto de pruebas | Piloto de pruebas | Piloto de pruebas | Piloto de pruebas |
| 2013      | Campeonato Mundial de Resistencia de la FIA        | Rebellion Racing    | 7                 | 0                 | 0                 | 0                 | 1                 | 60                | 6.º               |
| 2013      | 24 Horas de Le Mans                                | Rebellion Racing    | 1                 | 0                 | 0                 | 0                 | 0                 | N/A               | 39.º              |
| 2014      | Campeonato Mundial de Resistencia de la FIA        | Rebellion Racing    | 8                 | 0                 | 0                 | 0                 | 0                 | 64.5              | 10.º              |
| 2014      | 24 Horas de Le Mans                                | Rebellion Racing    | 1                 | 0                 | 0                 | 0                 | 0                 | N/A               | 4.º               |
| 2014–15   | Fórmula E                                          | e.dams Renault      | 11                | 2                 | 1                 | 1                 | 2                 | 88                | 6.º               |
| 2015      | Campeonato Mundial de Resistencia de la FIA        | Rebellion Racing    | 6                 | 0                 | 0                 | 0                 | 0                 | 14.5              | 14.º              |
| 2015      | 24 Horas de Le Mans                                | Rebellion Racing    | 1                 | 0                 | 0                 | 0                 | 0                 | N/A               | 23.º              |
| 2015      | Stock Car Brasil                                   | Prati-Donaduzzi     | 1                 | 0                 | 0                 | 0                 | 0                 | 0                 | NC†               |
| 2015–16   | Fórmula E                                          | Renault e.dams      | 10                | 1                 | 2                 | 1                 | 3                 | 115               | 3.º               |
| 2016      | Campeonato Mundial de Resistencia de la FIA        | Rebellion Racing    | 4                 | 0                 | 0                 | 0                 | 0                 | 25.5              | 14.º              |
| 2016      | 24 Horas de Le Mans                                | Rebellion Racing    | 1                 | 0                 | 0                 | 0                 | 0                 | N/A               | 29.º              |
| 2016–17   | Fórmula E                                          | Renault e.dams      | 12                | 0                 | 0                 | 1                 | 0                 | 93                | 6.º               |
| 2016–17   | Trofeo Andros - Trophée Electrique                 | Rebellion Racing    | 7                 | 0                 | 0                 | 0                 | 0                 | 178               | 8.º               |
| 2017      | Campeonato Mundial de Resistencia de la FIA - LMP2 | Vaillante Rebellion | 8                 | 4                 | 1                 | 0                 | 7                 | 168               | 3.º               |
| 2017      | 24 Horas de Le Mans - LMP2                         | Vaillante Rebellion | 1                 | 0                 | 0                 | 0                 | 0                 | N/A               | 14.º              |
| 2017–18   | Fórmula E                                          | Renault e.dams      | 12                | 0                 | 0                 | 0                 | 0                 | 8                 | 19.º              |
| 2017–18   | Trofeo Andros - Elite Pro                          | DA Racing           | 4                 | 0                 | 0                 | 0                 | 0                 | 200               | 14.º              |
| 2017–18   | Trofeo Andros - Elite Pro                          | Trophée Andros      | 0                 | 0                 | 0                 | 0                 | 0                 | 200               | 14.º              |
| Fuente:   |                                                    |                     |                   |                   |                   |                   |                   |                   |                   |

- † Prost fue piloto invitado, no fue elegible para puntuar.

## Resultados

### Campeonato de España de F3
(Clave) (negrita indica pole position) (cursiva indica vuelta rápida)

| Año     | Escudería          | 1        | 2        | 3        | 4        | 5         | 6        | 7       | 8       | 9         | 10       | 11       | 12       | 13       | 14         | 15      | 16      | Pos. | Puntos |
| ------- | ------------------ | -------- | -------- | -------- | -------- | --------- | -------- | ------- | ------- | --------- | -------- | -------- | -------- | -------- | ---------- | ------- | ------- | ---- | ------ |
| 2006    | Racing Engineering | VAL1 1 4 | VAL1 2 4 | MAG 1 3  | MAG 2 4  | JAR 1 Ret | JAR 2 10 | EST 1 2 | EST 2 9 | ALB 1 Ret | ALB 2 12 | VAL2 1 6 | VAL2 2 3 | JER 1 3  | JER 2 5    | CAT 1   | CAT 2 5 | 4.º  | 83     |
| 2007    | Campos F3 Racing   | JAR 1 13 | JAR 2 6  | JER1 1 4 | JER1 2 7 | EST 1 3   | EST 2 5  | ALB 1 4 | ALB 2 4 | MAG 1 6   | MAG 2    | VAL 1 3  | VAL 2 1  | JER2 1 2 | JER2 2 Ret | CAT 1 6 | CAT 2 1 | 3.º  | 102    |
| Fuente: |                    |          |          |          |          |           |          |         |         |           |          |          |          |          |            |         |         |      |        |

### 24 Horas de Le Mans
| Año  | Equipo                            | Copiloto                            | Automóvil                | Clase  | Vueltas | Pos. | Pos. Clase |
| ---- | --------------------------------- | ----------------------------------- | ------------------------ | ------ | ------- | ---- | ---------- |
| 2007 | Team Oreca                        | Laurent Groppi Jean-Philippe Belloc | Saleen S7-R              | GT1    | 337     | 10.º | 5.º        |
| 2009 | Rebellion Racing Sebah Automotive | Andrea Belicchi Neel Jani           | Lola B08/60-Aston Martin | LMP1   | 342     | 14.º | 12.º       |
| 2010 | Rebellion Racing                  | Neel Jani Marco Andretti            | Lola B10/60-Rebellion    | LMP1   | 175     | DNF  | DNF        |
| 2011 | Rebellion Racing                  | Neel Jani Jeroen Bleekemolen        | Lola B10/60-Toyota       | LMP1   | 338     | 6.º  | 6.º        |
| 2012 | Rebellion Racing                  | Nick Heidfeld Neel Jani             | Lola B12/60-Toyota       | LMP1   | 367     | 4.º  | 4.º        |
| 2013 | Rebellion Racing                  | Nick Heidfeld Neel Jani             | Lola B12/60-Toyota       | LMP1   | 275     | 39.º | 7.º        |
| 2014 | Rebellion Racing                  | Nick Heidfeld Mathias Beche         | Rebellion R-One-Toyota   | LMP1-L | 360     | 4.º  | 1.º        |
| 2015 | Rebellion Racing                  | Nick Heidfeld Mathias Beche         | Rebellion R-One-AER      | LMP1   | 330     | 23.º | 10.º       |
| 2016 | Rebellion Racing                  | Nick Heidfeld Nelson Piquet Jr.     | Rebellion R-One-AER      | LMP1   | 330     | 29.º | 6.º        |
| 2017 | Vaillante Rebellion               | Bruno Senna Julien Canal            | Oreca 07-Gibson          | LMP2   | 340     | 16.º | 14.º       |

### Le Mans Series
| Año     | Equipo                              | Clase | Chasis      | Motor                      | 1     | 2       | 3       | 4       | 5     | Pos. | Puntos |
| ------- | ----------------------------------- | ----- | ----------- | -------------------------- | ----- | ------- | ------- | ------- | ----- | ---- | ------ |
| 2009    | Speedy Racing Team Sebah Automotive | LMP1  | Lola B08/60 | Aston Martin 6.0 L V12     | CAT 7 | SPA 8   | ALG Ret | NÜR 6   | SIL 2 | 10.º | 14     |
| 2010    | Rebellion Racing                    | LMP1  | Lola B10/60 | Rebellion (Judd) 5.5 L V10 | CAS 7 | SPA Ret | ALG 2   | HUN 2   | SIL 5 | 7.º  | 52     |
| 2011    | Rebellion Racing                    | LMP1  | Lola B10/60 | Toyota RV8KLM 3.4 L V8     | CAS 3 | SPA 7   | IMO 6   | SIL Ret | EST 3 | 3.º  | 37     |
| Fuente: |                                     |       |             |                            |       |         |         |         |       |      |        |

### Intercontinental Le Mans Cup
(Clave) (negrita indica pole position) (cursiva indica vuelta rápida)

| Año     | Equipo           | Clase | Chasis      | Motor                  | Neu. | 1     | 2     | 3     | 4     | 5       | 6     | 7     |
| ------- | ---------------- | ----- | ----------- | ---------------------- | ---- | ----- | ----- | ----- | ----- | ------- | ----- | ----- |
| 2011    | Rebellion Racing | LMP1  | Lola B10/60 | Toyota RV8KLM 3.4 L V8 | M    | SEB 7 | SPA 7 | LEM 6 | IMO 6 | SIL Ret | PET 5 | ZHU 4 |
| Fuente: |                  |       |             |                        |      |       |       |       |       |         |       |       |

### Campeonato Mundial de Resistencia de la FIA
(Clave) (negrita indica pole position) (cursiva indica vuelta rápida)

| Año  | Escudería           | Clase | Automóvil           | 1   | 2   | 3   | 4   | 5   | 6   | 7   | 8   | 9   | Pos. | Puntos | Ref.  |
| ---- | ------------------- | ----- | ------------------- | --- | --- | --- | --- | --- | --- | --- | --- | --- | ---- | ------ | ----- |
| 2012 | Rebellion Racing    | LMP1  | Lola B12/60-Toyota  | SEB | SPA | LMS | SIL | SÃO | BHR | FUJ | SHA |     | 4.º  | 86.5   | [ 4 ] |
| 2012 | Rebellion Racing    | LMP1  | Lola B12/60-Toyota  | 17  | 5   | 3   | 6   | 4   | 4   | 4   | Ret |     | 4.º  | 86.5   | [ 4 ] |
| 2013 | Rebellion Racing    | LMP1  | Lola B12/60-Toyota  | SIL | SPA | LMS | SÃO | COA | FUJ | SHA | BHR |     | 6.º  | 60     | [ 5 ] |
| 2013 | Rebellion Racing    | LMP1  | Lola B12/60-Toyota  | 5   | 5   | 12  | 3   | 4   |     | 4   | Ret |     | 6.º  | 60     | [ 5 ] |
| 2014 | Rebellion Racing    | LMP1  | Lola B12/60-Toyota  | SIL | SPA | LMS | COA | FUJ | SHA | BHR | SÃO |     | 10.º | 64.5   | [ 6 ] |
| 2014 | Rebellion Racing    | LMP1  | Lola B12/60-Toyota  | 4   | 7   | 4   | 7   | 12  | 7   | 7   | 8   |     | 10.º | 64.5   | [ 6 ] |
| 2015 | Rebellion Racing    | LMP1  | Rebellion R-One-AER | SIL | SPA | LMS | NÜR | COA | FUJ | SHA | BHR |     | 14.º | 14.5   | [ 7 ] |
| 2015 | Rebellion Racing    | LMP1  | Rebellion R-One-AER |     |     | 19  | 16  | 15  | 7   | 7   | 14  |     | 14.º | 14.5   | [ 7 ] |
| 2016 | Rebellion Racing    | LMP1  | Rebellion R-One-AER | SIL | SPA | LMS | NÜR | MEX | COA | FUJ | SHA | BHR | 14.º | 25.5   | [ 8 ] |
| 2016 | Rebellion Racing    | LMP1  | Rebellion R-One-AER | 4   | 4   | 13  | 17  |     |     |     |     |     | 14.º | 25.5   | [ 8 ] |
| 2017 | Vaillante Rebellion | LMP2  | Oreca 07-Gibson     | SIL | SPA | LMS | NÜR | MEX | COA | FUJ | SHA | BHR | 3.º  | 168    | [ 9 ] |
| 2017 | Vaillante Rebellion | LMP2  | Oreca 07-Gibson     | 2   | 2   | 6   |     | 1   | 3   | 1   | 1   | 1   | 3.º  | 168    | [ 9 ] |

### Fórmula E
(Clave) (negrita indica pole position) (cursiva indica vuelta rápida)

| Año     | Equipo         | 1       | 2      | 3      | 4      | 5       | 6      | 7      | 8      | 9      | 10      | 11     | 12      | Pos. | Puntos |
| ------- | -------------- | ------- | ------ | ------ | ------ | ------- | ------ | ------ | ------ | ------ | ------- | ------ | ------- | ---- | ------ |
| 2014–15 | e.dams Renault | BEI 12† | PUT 4  | PDE 7  | BNA 2  | MIA 1   | LBH 14 | MON 6  | BER 10 | MOS 8  | LON 7   | LON 10 |         | 6.º  | 88     |
| 2015–16 | Renault e.Dams | BEI Ret | PUT 10 | PDE 5  | BNA 5  | MEX 3   | LBH 11 | PAR 4  | BER 4  | LON 1  | LON 1   |        |         | 3.º  | 115    |
| 2016–17 | Renault e.Dams | HKG 4   | MAR 4  | BUE 4  | MEX 5  | MON 9   | PAR 5  | BER 5  | BER 8  | NYC 8  | NYC 6   | MTL 6  | MTL Ret | 6.º  | 93     |
| 2017–18 | Renault e.Dams | HKG 9   | HKG 8  | MAR 13 | SAN 10 | MEX Ret | PDE 15 | ROM 14 | PAR 16 | BER 14 | ZUR Ret | NYC 10 | NYC 11  | 19.º | 8      |
| Fuente: |                |         |        |        |        |         |        |        |        |        |         |        |         |      |        |

- † El piloto no terminó la carrera, pero clasificó porque completo el 90% de la distancia de la carrera.